# 大果五月茶
大果五月茶（学名：Antidesma nienkui）为大戟科五月茶属下的一个种。

## 扩展阅读
- 維基物種上的相關：大果五月茶